# 맥락 효과
맥락 효과(Context effect) 또는 컨텍스트 효과 또는 맥락 처리는 자극에 대한 인식 및 지각의 과정에서 환경 요인의 영향을 설명하는 인지심리학, 신경과학 등의 한 측면이다.
컨텍스트 효과의 영향은 하향식 디자인(top-down design)의 일부로 간주될 수 있다. 개념은 구성적 지각(constructive perception)으로 알려진 지각에 대한 이론적 접근 방식에 의해 뒷받침 된다. 맥락 효과는 단어 인식, 학습 능력, 기억 및 객체 인식과 같은 다양한 방식으로 일상 생활에 영향을 미칠 수 있다. 따라서 마케팅 및 소비자 결정에 광범위한 영향을 미칠 수 있다. 예를 들어, 연구에 따르면 쇼핑객이 제품을 검토하는 동안 서있는 바닥 재질 및 디자인의 편안함 수준이 이와는 별개인 구매하려는 제품의 품질 평가에 영향을 미칠 수 있으며, 바닥이 편안하면 더 높은 평가로 이어지고 불편하면 낮은 평가로 이어질 수 있다. 이와 같은 효과로 인해 컨텍스트 효과는 현재 마케팅에서 주로 연구되고도 있다.

## 예
Aoccdrnig to a rscheearch at Cmabrigde Uinervtisy, it deosn't mttaer in waht oredr the ltteers in a wrod are, the olny iprmoetnt tihng is taht the frist and lsat ltteer be at the rghit pclae. The rset can be a toatl mses and you can sitll raed it wouthit porbelm. Tihs is bcuseae the huamn mnid deos not raed ervey lteter by istlef, but the wrod as a wlohe.
캠릿브지 대학의 연결구과에 따르면, 한 단어 안에서 글자가 어떤 순서로 배되열어 있는가
하것는은 중하요지 않고, 첫째번와 마지막 글자가 올바른 위치에 있것는이 중하요다고 한다.
나머지 글들자은 완전히 엉진창망의 순서로 되어 있지을라도 당신은 아무 문없제이 이것을 읽을 수 있다.
왜하냐면 인간의 두뇌는 모든 글자를 하나하나 읽것는이 아니라 단어 하나를 전체로 인하식기 때문이다.

위의 예는 단어우월효과(word superiority effect)를 보여주는 대표적인 맥락효과의 일예이다.
단어를 완성하는 철자들의 오타나 철자의 비정상적인 순서에도 불구하고 뇌의 인지과정은 이를 맥락(context)의 수준에서  무리없이 재해석할 수 있다. 한편 이러한 시각적인 인지과정에서 뿐만아니라 청각적인 인지과정에서 음소복원효과(Phonemic restoration effect)가 연구보고된바있다.

## 맥락처리
뇌의 인지과정에서  맥락(context)의 수준에서  단어의 철자보다 맥락이 주는 의미를 일관되게 하는 이러한 맥락을 우선하는 지각 과정은 정보처리에 있어서 논리적인 재해석의 능력과도 관련있을뿐만아니라 기억에도 주요한 영향을 미친다고 알려져있다. 또한 TAP(Transfer-appropriate processing) 역시 메모리(memory,기억) 능력이 처리의 깊이(의미를 정보와 연결하면 메모리가 강화 됨)에 의해 결정된다는 처리수준모델(Levels of Processing model)로 잘 설명될수있다는 점에서 맥락처리를 지지한다고 할 수 있다. 처리수준모델(Levels of Processing model)은 정보가 초기에 인코딩되는 방식과 나중에 검색되는 방식 간의 관계를 보여주는 상태 종속 메모리(state-dependent memory)의 한 유형이다. .

## 같이 보기
- 탈자 효과
- 맥거크 효과